# Swertia binchuanensis
Swertia binchuanensis är en gentianaväxtart som beskrevs av T. N. Ho och S. W. Liu. Swertia binchuanensis ingår i släktet Swertia och familjen gentianaväxter. Inga underarter finns listade i Catalogue of Life.